# Romont (Fryburg)
Romont (frp. Remon; hist. Remund) – miasto i gmina (fr. commune; niem. Gemeinde) w Szwajcarii, w kantonie Fryburg, siedziba administracyjna okręgu Glâne.
Znajduje się tutaj jedno z najstarszych opactw cysterskich w Szwajcarii La Fille-Dieu, istniejące nieprzerwanie od 1268.

## Współpraca
Miejscowość partnerska:
- Mondolfo, Włochy

## Transport
Przez teren gminy przebiegają drogi główne nr 155, nr 156 i nr 188.